# Akhisar
Akhisar (en turc : forteresse blanche) est un chef-lieu de district de la province de Manisa en Turquie. La ville actuelle est construite sur l'emplacement de la ville antique de Thyateira ou Thyatire.

## Histoire
La ville prend le nom d'Akhisar après sa conquête par les turcs.

## Jumelage
- Douala (Cameroun)